# 4893 Seitter
4893 Seitter este un asteroid din centura principală, descoperit pe 9 august 1986 de Eric Elst și Wioleta Iwanowa.